# Udoka Azubuike
Udoka Timothy Azubuike (Lagos, 17 settembre 1999) è un cestista nigeriano con cittadinanza statunitense, di ruolo centro, professionista nella Prva A Liga con il Budućnost.
Nel 2019 è stato insignito del premio NABC Defensive Player of the Year, quale miglior difensore del Campionato di pallacanestro NCAA Division I.

## Carriera

### High school
Azubuike ha frequentato la Potter's House Christian Academy a Jacksonville, in Florida. Il suo allora assistente allenatore Harry Coxsome e sua moglie Donna si presero cura di lui e presto divennero i suoi tutori legali. Nella sua prima partita al liceo è stato confrontato con il futuro Kansas Jayhawk Joel Embiid. Azubuike è stato uno starter di quattro anni con una media di 16,9 punti e 9,7 rimbalzi a partita nel suo ultimo anno. Azubuike è stato selezionato per giocare nel McDonald's All-American Boys Game 2016, Jordan Brand Classic, e Nike Hoop Summit; è stato anche un membro della National Honor Society. È stato valutato da Rivals.com come una recluta a cinque stelle ed è stato classificato come il 27° miglior giocatore mentre ESPN lo ha classificato 22° nella Classe del 2016. Azubuike ricevette offerte da molte università tra cui Duke, Texas, Kentucky e accorciò il suo elenco finale di college a Florida State, Kansas e North Carolina. Il 28 gennaio 2016, ha annunciato la sua scelta di giocare a basket presso l'Università del Kansas.

### Anno da matricola (freshman)
Nella sua stagione da matricola ha iniziato in 6 delle 11 partite in cui ha giocato prima di strapparsi i legamenti del polso sinistro, a causa dei quali ha concluso la sua stagione. Prima dell'infortunio, ha segnato in media 5,0 punti, 4,4 rimbalzi, 1,6 stoppate e una percentuale di tiri dal campo del 62,9%.

### Secondo anno (sophomore)
Per la stagione 2017-2018, l'allenatore del Kansas Bill Self ha reclutato il calciatore del Kansas James Sosinski per difendere l'Azubuike durante le prove. Udoka iniziò tutte le partite della stagione regolare ma perse il torneo Big 12 dopo essersi slogato il legamento collaterale della tibia sinistra. Ha realizzato in media 13,0 punti, 7,0 rimbalzi, 1,7 blocchi e ha guidato la nazione con una percentuale di tiri dal campo del 77% in stagione. Questa percentuale elevata era in parte dovuta al fatto che la maggior parte dei suoi obiettivi in campo erano schiacciate, che in genere hanno una percentuale di completamento più alta rispetto ai pull-up jumper o ai layup. Aveva più schiacciate di qualsiasi altro giocatore del college record che risale alla stagione 2009-2010; è stato inserito nell'All-Big 12 Third Team dagli allenatori della conference e la seconda squadra dall'AP. Il 20 aprile 2018, Azubuike ha annunciato la sua intenzione di eleggersi al Draft NBA 2018. Azubuike è stato uno dei 69 invitati alla NBA Draft Combine quell'anno. Il 17 maggio, si misurò come un centro alto quasi 213 cm (con le scarpe) con un peso di 125 kg e tenendo la seconda apertura alare più lunga, 222 cm, dietro solo Mohamed Bamba. Il 30 maggio 2018, ha annunciato l'intenzione di ritirarsi dalla bozza e di tornare in Kansas per la sua stagione junior.

### Terzo anno (junior)
È stato selezionato come menzione onorevole per il Preseason Team 2018-2019 di All-Big 12. Il 4 dicembre 2018, ha slogato gravemente la caviglia destra contro Wofford e ha perso le seguenti quattro partite. Il 5 gennaio 2019, Azubuike si è infortunato al polso durante l'allenamento. Una risonanza magnetica ha rivelato che si è strappato un legamento della mano destra. Ha subito un intervento chirurgico il 9 gennaio 2019. Il Kansas ha vinto tutte e nove le partite giocate quando Azubuike era in campo, comprese le nove squadre principali del Tennessee e del Michigan State. Ha concluso la stagione con una media di 13,4 punti e 6,8 rimbalzi.
Il 22 aprile 2019 ha annunciato che sarebbe tornato in Kansas per la sua stagione da senior. Secondo l'allenatore della Kansas University, Bill Self, "Siamo tutti molto entusiasti del fatto che Udoka abbia deciso di non entrare nel progetto NBA.

### Ultimo anno (senior)
Azubuike ha segnato 29 punti in carriera nella vittoria per 90-84 su Dayton il 27 novembre 2019. Il 22 febbraio 2020, Azubuike ha realizzato 23 punti e 19 rimbalzi nella vittoria 64-61 contro Baylor. Alla conclusione della stagione regolare, Azubuike è stato nominato il miglior giocatore dell'anno Big-12. Azubuike ha avuto una media di 13,7 punti, 10,5 rimbalzi e 2,6 stoppate a partita come senior. La percentuale di tiri dal campo di Azubuike è stata del 74,9%, la più alta nella storia della NCAA.

### NBA

#### Utah Jazz (2020-)
È stato selezionato con la 27ª scelta nel primo round del Draft NBA 2020 dagli Utah Jazz. Il 24 novembre 2020, gli Utah Jazz hanno annunciato di aver firmato con Azubuike.

## Statistiche
| * | Primo nella lega |

### NCAA
| Anno      | Squadra         | PG | PT | MP   | TC%   | 3P% | TL%  | RP   | AP  | PRP | SP  | PP   |
| --------- | --------------- | -- | -- | ---- | ----- | --- | ---- | ---- | --- | --- | --- | ---- |
| 2016-2017 | Kansas Jayhawks | 11 | 6  | 12,9 | 62,9  | -   | 37,9 | 4,1  | 0,2 | 0,2 | 1,6 | 5,0  |
| 2017-2018 | Kansas Jayhawks | 36 | 34 | 23,6 | 77,0* | -   | 41,3 | 7,0  | 0,7 | 0,6 | 1,7 | 13,0 |
| 2018-2019 | Kansas Jayhawks | 9  | 9  | 20,4 | 70,5  | -   | 34,4 | 6,8  | 0,6 | 0,4 | 1,6 | 13,4 |
| 2019-2020 | Kansas Jayhawks | 31 | 30 | 27,7 | 74,8* | -   | 44,1 | 10,5 | 0,9 | 0,5 | 2,6 | 13,7 |
| Carriera  | Carriera        | 87 | 79 | 23,4 | 74,6  | -   | 41,6 | 7,9  | 0,7 | 0,5 | 2,0 | 12,3 |

#### Massimi in carriera
- Massimo di punti: 31 vs Texas Christian (4 marzo 2020)[3]
- Massimo di rimbalzi: 19 vs Baylor (22 febbraio 2020)
- Massimo di assist: 4 (2 volte)
- Massimo di palle rubate: 3 (2 volte)
- Massimo di stoppate: 7 vs Baylor (11 gennaio 2020)
- Massimo di minuti giocati: 36 vs Baylor (22 febbraio 2020)

### NBA

#### Regular Season
| Anno      | Squadra      | PG | PT | MP   | TC%  | 3P% | TL%  | RP  | AP  | PRP | SP  | PP  |
| --------- | ------------ | -- | -- | ---- | ---- | --- | ---- | --- | --- | --- | --- | --- |
| 2020-2021 | Utah Jazz    | 15 | 0  | 3,8  | 44,4 | -   | 80,0 | 0,9 | 0,0 | 0,1 | 0,3 | 1,1 |
| 2021-2022 | Utah Jazz    | 17 | 6  | 11,5 | 75,5 | -   | 54,5 | 4,2 | 0,0 | 0,1 | 0,6 | 4,7 |
| 2022-2023 | Utah Jazz    | 36 | 4  | 10,0 | 81,9 | -   | 35,0 | 3,3 | 0,3 | 0,2 | 0,4 | 3,5 |
| 2023-2024 | Phoenix Suns | 16 | 0  | 7,1  | 69,6 | -   | 23,1 | 2,0 | 0,2 | 0,1 | 0,4 | 2,2 |
| Carriera  | Carriera     | 84 | 10 | 8,6  | 75,8 | -   | 44,4 | 2,8 | 0,2 | 0,1 | 0,4 | 3,0 |

#### Playoffs
| Anno     | Squadra   | PG | PT | MP  | TC% | 3P% | TL% | RP  | AP  | PRP | SP  | PP  |
| -------- | --------- | -- | -- | --- | --- | --- | --- | --- | --- | --- | --- | --- |
| 2021     | Utah Jazz | 1  | 0  | 1,2 | -   | -   | -   | 1,0 | 0,0 | 0,0 | 0,0 | 0,0 |
| Carriera | Carriera  | 1  | 0  | 1,2 | -   | -   | -   | 1,0 | 0,0 | 0,0 | 0,0 | 0,0 |

#### Massimi in carriera
- Massimo di punti: 13 vs Sacramento Kings (20 marzo 2023)[4]
- Massimo di rimbalzi: 14 vs New York Knicks (7 febbraio 2022)
- Massimo di assist: 1 (11 volte)
- Massimo di palle rubate: 2 vs Denver Nuggets (28 ottobre 2022)
- Massimo di stoppate: 3 vs New York Knicks (7 febbraio 2022)
- Massimo di minuti giocati: 30 vs Denver Nuggets (8 aprile 2023)

## Palmarès
- NABC Defensive Player of the Year (2019)